# Леблеби
Леблеби (тур. Leblebi, осново слова - لب, произношение - лэб, в персидском и в турецком языке означает губы. Соответственно леблеби - губы к губам.)  —  лакомство, популярное в Иране, Турции и ряде других стран, получаемое из семян нута, которые сперва сушатся, а затем поджариваются без применения жира.
Леблеби первоначально готовилось в центральной Анатолии, в провинции Чорум; в настоящее же время распространилось по всей Турции. Помимо обычного леблеби, приготовленного без приправ, имеются также леблеби подсоленные, леблеби поперченные, леблеби с гвоздикой, леблеби посахаренные и пр. Особой популярностью пользуются посахаренные леблеби у детей.
Процесс приготовления леблеби следующий: бобы поджариваются на жестяном плоском листе, на медленном огне. При этом они постоянно переворачиваются и перемешиваются, чтобы продукт поджарился равномерно. После окончания этой процедуры бобы приобретают характерный жёлтый цвет с чёрными точечными вкраплениями. После обжаривания леблеби становится хрустящим.
В турецкой кухне также применяется мука из леблеби (leblebi tozu). Её употребляют в пищу как в натуральном виде, перемешанную с сахаром, так и используют при приготовлении других блюд, в первую очередь сладостей и различного печения.